# 보루시아 묀헨글라트바흐
보루시아 VfL 1900 뮌헨글라드바흐 e.V.(Borussia VfL 1900 Mönchengladbach e.V.)는 독일 노르트라인베스트팔렌주 뮌헨글라드바흐를 연고로 하는 축구 클럽이다. 보루시아 묀헨글라트바흐는 현재 독일의 1부리그인 분데스리가에 속해 있는 클럽으로 이 클럽은 1965-66 시즌에 처음 참여하였다. 이후 묀헨글라트바흐는 독일 내에서 가장 저명하고 다수의 서포터를 보유하고 있으며 1970년대에 가장 성공적인 클럽들 중 하나로 손꼽히게 되었다.
2004년을 기점으로, 보루시아 뮌헨글라드바흐는 54,057석 규모의 보루시아 파크를 홈구장으로 사용하기 시작 하였으며 이전까지 그보다 작은 뵈켈베르크 슈타디온을 홈구장으로 사용하였다. 보루시아 파크는 리버풀 FC의 단층 스탠드인 콥 엔드와 유사한 북쪽 스탠드 (Nordkurve) 로 알려져 있다. 2020년 7월 기준 보루시아 뮌헨글라드바흐는 9만명이 넘는 회원들을 가지고 있으며, 이는 독일 내에서 5번째 규모이다. 보루시아 MG의 주요 라이벌은 1. FC 쾰른이다.
"보루시아"는 19세기 후반 독일의 프로이센 왕국을 라틴화한 단어이며 이 단어는 과거 프로이센 왕국의 영향이 미쳤던 지역의 클럽에서 자주 명명되곤 한다. 클럽 별명인 망아지 (Die Fohlen)는 1970년대에 젊은 선수를 주축으로 빠르고 공격적인 플레이스타일에서 유래하였다. 구단의 공식 마스코트는 망아지 윈터 (Jünter)이다.

## 역사

### 분데스리가 승격
1960년, 묀헨글라트바흐는 DFB-포칼 결승에서 카를스루에 SC를 3-2로 꺾으며 첫 메이저 타이틀을 획득하였고, 이듬해 클럽명을 현재까지 쓰이는 보루시아 VfL 1900 묀헨글라트바흐 e.V.로 개칭되었다. 이후 메이저 타이틀 우승까지 10여년이 더 걸렸다. 1963년, 푸스볼-분데스리가가 출범될 시기에 묀헨글라트바흐는 최근 10년간 성적이 16개의 원년 멤버에 못미쳐, 원년 멤버가 되는데 실패하였고, 그에 따라 2부 리그인 서부 레기오날리가에 속했다.
묀헨글라트바흐는 1965-66 시즌이 되어서야 분데스리가에 합류하였다. 같은 시기에 FC 바이에른 뮌헨도 분데스리가에 합류하였다. 이 두 클럽은 1970년대에 들어와 격렬한 독일 패권 경쟁을 하였다. FC 바이에른 뮌헨이 1969년에 리그 첫 우승을 거두며 먼저 우위를 점하였다. 묀헨글라트바흐는 이듬해에 반격을 위해 노력하였고, 1970년에 결국 첫 리그 우승을 거두는 것은 물론이고, 이듬해에는 타이틀 방어에도 성공하였다.

### 보루시아의 황금기
바이에른 뮌헨은 그 이후 3연패를 기록한 첫 클럽이 되었으며, 바이에른이 3연패를 기록할 때 보루시아는 1974년에 뮌헨과 1점차 준우승을 거두었다. 보루시아 MG는 1973년, 1. FC 쾰른과의 DFB-포칼 결승에서 2-1로 승리하며 어느 정도 위로를 할 수 있게되었다. 헤네스 바이스바일러의 감독 지휘 하에, 젊은 팀은 공격적인 철학을 바탕을 두고 파워 축구를 구사하여, 전 독일의 팬들을 사로잡았다. 묀헨글라트바흐도 뮌헨이 그랬던 것처럼 1975년부터 1977년까지 3연패를 달성하였다. 1977년에는 유러피언 컵 결승에도 진출하였으나, 결승전에서 리버풀 FC에게 패하였다. 그 외에도 UEFA 컵 결승에도 4차례 참여하여 1975년과 1979년에는 우승을, 1973년과 1980년에는 준우승을 거두었다. 클럽은 1970년대에만 총 8개의 트로피를 획득하였다.1980년대에 들어서도 강력한 모습을 유지하였으나, 주요 타이틀을 따내지는 못하였다.

### 1980년부터 현재까지
묀헨글라트바흐의 황금기는 1980년대에 들어서 끝났다. 재정난을 이겨내기 위해 그들이 가지고 있던 최고 선수들을 매각하여야 했고, 헤네스 바이스바일러나 우도 라텍과 같은 유능한 감독 없이, 정상 위치에 서는데에는 불가능하였다. 그러함에도 불구하고, 대부분의 시즌을 리그 상위권으로 마감하였고 1984년, 그들은 푸스볼-분데스리가 타이틀 경쟁에 뛰어든 4팀 중 하나로, 시즌 종료 후 FC 바이에른 뮌헨보다 1승점 더 많이 가져갔고, 챔피언 VfB 슈투트가르트와 준우승 함부르크 SV와는 승점이 동률이었으나 골득실에서 밀렸다. 같은 시즌 DFB-포칼 결승전에서 FC 바이에른 뮌헨에게 승부차기 끝에 패하였다.
팀의 성적은 90년대에 들어서 가파르게 하락하였고, 보루시아 MG는 리그 하위권을 맴돌기 시작하였다. 이번에는 하노버 96에게 DFB-포칼을 승부차기 끝에 패하였고, 1995년 DFB-포칼 우승을 끝으로 더 이상 타이틀을 획득하지 못하였다. 결국 1999년, 묀헨글라트바흐는 2 분데스리가로 강등되어 2 시즌을 그 곳에서 머물렀다. 묀헨글라트바흐가 1 분데스리가로 복귀한 후에도 부진하였고, 리그 하위권을 또다시 맴돌았다.
2004년, 보루시아 MG는 UEFA 유로 2004에서 네덜란드를 4강에 올려놓고 레인저스 FC에서 성공한 딕 아드보카트를 사령탑으로 영입하였다. 그러나, 그는 묀헨글라트바흐의 전세를 뒤집기에는 부족하였고, 이듬해 4월에 감독직을 사임하였다. 전 보루시아 MG의 선수이자 독일 국가대표 일원이었던 호르스트 쾨펠이 남은 시즌의 5경기를 위해 감독 대행을 맡았다. 2004년 6월, 보루시아 도르트문트의 감독직을 내려놓은 이후, 쾨펠은 클럽의 리저브 팀 감독을 맡고 있었다. 2006-07 시즌에는 클럽의 전설인 유프 하인케스를 팀의 감독으로 복귀시켰다.
보루시아 묀헨글라트바흐는 재정난을 해결하기 위해 59,771석 (분데스리가에서는 54,067석, 국가대항전에서는 46,249석)의 최신식 경기장인 보루시아 파르크를 건설하였다. 클럽은 노후하고 작은 경기장 (뵈켈베르크, 34,500석)으로 인해 재정에 발목이 잡혀 있었다. 2004년, 새 경기장을 개장하면서, 보루시아 MG는 재정난을 해결하고, 더 많은 관람표를 판매하는 것은 물론 국제 경기장으로 사용되는 것을 기대할 수 있었다.
2006-07 시즌의 31번째 경기에서 아르미니아 빌레펠트가 SV 베르더 브레멘을 3-2로 고춧가루를 뿌리고, 보루시아 MG가 VfB 슈투트가르트에 0-1로 패하면서 강등이 확정되었다.
2007-08 시즌, SV 베헨과의 32라운드 경기에서 3-0으로 승리하며 승격이 확정되었다.
2011년부터 뤼시앵 파브레 감독 체제 하에 팀의 에이스 마르코 로이스를 중심으로 2011-12시즌 4위를 차지하며 챔피언스 리그에 진출하게 되면서 강팀으로 재도약의 발판을 마련하였다.
피치 밖에서, 보루시아 묀헨글라트바흐는 리버풀 FC와 UEFA 컵 결승과 유러피언 컵 결승에서 만나며 친한 관계가 되었다. 두 팀의 서포터들은 서로 격년으로 리버풀과 묀헨글라트바흐를 서로 여행하며 우정을 쌓았다. 힐스버러 참사 이후, 보루시아 묀헨글라트바흐는 힐스버러 재단에 거금을 기부하였다. 그들은 또한 안필드에서 에믈린 휴즈의 기립 경기의 상대로 등장하였다. 다수의 "보루센" 팬들은 홈 경기에서 리버풀 유니폼을 입고 스카프를 하고 "북쪽 스탠드"(Nordkurve, the BMG Kop)를 차지한다.

## 감독
| - 한스 크레츠머 (1946–1949) - 베르너 소통 (1949–1950) - 하인츠 디트겐스 / 파울 폴 (1950–1951) - 프리츠 플리스카 (1951–1953) - 프리츠 실켄 (1953–1955) - 클라우스 돈도르프 (1955–1957) - 프리츠 플리스카 (1957–1960) - 베른트 올레스 (1960–1962) - 프리츠 랑그너 (1962–1964) - 헤네스 바이스바일러 (1964–1975) - 우도 라텍 (1975–1979) - 유프 하인케스 (1979–1987) - 볼프 베르너 (1987–1989) - 게르트 폼 브루흐 (1989–1991) - 위르겐 겔스도르프 (1991–1992) - 베른트 크라우스 (1992–1996) - 하네스 본가르츠 (1996–1997) | - 노버트 마이어 (1997–1998) - 프리델 라우슈 (1998) - 라이너 본호프 (1998–1999) - 한스 마이어 (1999–2003) - 에발트 린넨 (2003) - 홀거 파흐 (2003–2004) - 딕 아드보카트 (2004–2005) - 호르스트 쾨펠 (2005–2006) - 유프 하인케스 (2006–2007) - 요스 뤼휘카이 (2007–2008) - 한스 마이어 (2008–2009) - 미하엘 프론트첵 (2009–2011) - 뤼시앵 파브르 (2011–2015) - 안드레 슈베르트 (2015–2016) - 디터 헤킹 (2016–2019) - 마르코 로제 (2019–2021) - 아돌프 휘터 (2021–2022) - 헤라르도 세오아네 (2023-현재) |

## 선수

### 현재 선수 명단
참고: FIFA 자격 규정에 따라 소속된 국가대표팀 국기를 표시합니다. 선수는 복수의 FIFA 비회원국 국적을 가지고 있을 수 있습니다.
| 번호 | 포지션 | 국적   | 이름                   |
| ---- | ------ | ------ | ---------------------- |
| 1    | GK     |        | 요나스 오믈린 (주장)   |
| 2    | DF     |        | 파비오 키아로디아      |
| 3    | DF     |        | 이타쿠라 고            |
| 5    | DF     |        | 마르빈 프리드리히      |
| 7    | MF     |        | 케빈 슈퇴거            |
| 8    | MF     |        | 율리안 바이글 (부주장) |
| 9    | FW     |        | 프랑크 오노라          |
| 10   | MF     |        | 플로리안 노이하우스    |
| 11   | FW     |        | 팀 클라인딘스트        |
| 13   | FW     |        | 후쿠다 시오            |
| 14   | FW     |        | 알라산 플레아          |
| 16   | MF     |        | 필리프 산더            |
| 19   | MF     | 카메룬 | 나탕 은구무            |
| 20   | DF     |        | 루카 네츠              |

| 번호 | 포지션 | 국적       | 이름                     |
| ---- | ------ | ---------- | ------------------------ |
| 21   | GK     |            | 토비아스 시플            |
| 22   | DF     |            | 슈테판 라이너            |
| 25   | FW     |            | 로빈 하크                |
| 26   | DF     |            | 루카스 울리히            |
| 27   | MF     |            | 로코 라이츠              |
| 28   | FW     | 아르메니아 | 그란트레온 라노스        |
| 29   | DF     |            | 조 스캘리                |
| 30   | DF     |            | 니코 엘베디              |
| 31   | FW     | 체코       | 토마시 치반차라          |
| 33   | GK     |            | 모리츠 니콜라스          |
| 34   | FW     |            | 찰스 헤어만              |
| 38   | MF     |            | 이방드로 보르게스 산시스 |
| 41   | GK     |            | 얀 올쇼브스키            |

### 팀을 거쳐간 주요선수 명단
참고: FIFA 자격 규정에 따라 소속된 국가대표팀 국기를 표시합니다. 선수는 복수의 FIFA 비회원국 국적을 가지고 있을 수 있습니다.
| 번호 | 포지션 | 국적 | 이름                                 |
| ---- | ------ | ---- | ------------------------------------ |
| 1    | GK     |      | 마르크안드레 테어 슈테겐 (2009-2014) |
| 32   | DF     |      | 마르빈 콤퍼 (2002-2008)              |
| 31   | DF     |      | 단치 (2009-2012)                     |
| 39   | DF     |      | 마르틴 슈트란츨 (2011-2016)          |
| 15   | DF     |      | 알바로 도밍게스 (2012-2016)          |
| 3    | DF     |      | 안드레아스 크리스텐센 (2015-2017)    |
| 8    | MF     |      | 마흐무드 다후드 (2014-2017)          |
| 11   | MF     |      | 마르코 마린 (2005-2009)              |
| 4    | MF     |      | 마이클 브래들리 (2008-2011)          |

| 번호 | 포지션 | 국적       | 이름                            |
| ---- | ------ | ---------- | ------------------------------- |
| 15   | MF     |            | 로만 노이슈테터 (2009-2012)     |
| 27   | MF     |            | 오쓰 유키 (2011-2012)           |
| 18   | MF     | 베네수엘라 | 후안 아랑고 (2009-2014)         |
| 16   | MF     |            | 호바르 노르트베이트 (2011-2016) |
| 34   | MF     |            | 그라니트 자카 (2012-2016)       |
| 11   | FW     |            | 마르코 로이스 (2009-2012)       |
| 9    | FW     |            | 이고르 지 카마르구 (2010-2013)  |
| 11   | FW     |            | 루크 데 용 (2012-2014)          |
| 10   | FW     |            | 막스 크루제 (2013-2015)         |

## 역대 성적

### 국내
- 1 분데스리가 우승 5회
  - 우승: 1969–70, 1970–71, 1974–75, 1975–76, 1976–77
- 2 분데스리가 우승 1회
  - 우승: 2007–08
- DFB-포칼 우승 3회
  - 우승: 1959-60, 1972-73, 1994-95
  - 준우승: 1983-84, 1991–92
- DFL-슈퍼컵 우승 1회
  - 우승: 1977 (비공식)
  - 준우승: 1995
- DFB-리가포칼
  - 준우승: 1972-73

### 유럽대항전
- UEFA 챔피언스리그
  - 준우승: 1976-77
- UEFA컵 우승 2회
  - 우승: 1974-75, 1978-79
  - 준우승: 1972-73, 1979-80

### 국제
- 인터콘티넨털컵
  - 준우승: 1977

### 기타 트로피
- 기린컵 우승 1회
  - 우승: *1978

*기린컵은 SE 파우메이라스와 공동 우승
- 호안 감페르컵 우승 1회
  - 우승: 1972
- 트로페오 나란하 우승 1회
  - 우승: 1977
- 마르베야 컵 우승 1회
  - 우승: 2004

### 청소년팀
- 독일 U-17 챔피언쉽
  - 우승: 1980-81
- 독일 U-17 서부 챔피언쉽
  - 우승: 2008-09

## 기록
- 보루시아 묀헨글라트바흐는 몇 개의 분데스리가 기록을 보유하고 있다.
  - 묀헨글라트바흐는 경기 최다 점수차 승리 기록을 보유하고 있다. 1978년 4월 29일, 묀헨글라트바흐는 보루시아 도르트문트를 12-0으로 무참히 짓밟았다.[5] 이 경기는 또한 한 경기 최다 득점 경기로도 기록된다. 당시의 도르트문트 감독 오토 레하겔은 즉시 해임되는 것은 물론이고, "토하겔" (Torhagel)이라는 불명예스러운 별명이 따라왔다. 그리고 이 기록의 2위와 3위도 기록하고 있는데, 2위는 1967년 1월 7일, FC 샬케 04의 수비진을 11-0으로 해체시킨 것이다. 3위는 1984년 11월 11일 아인트라흐트 브라운슈바이크 전과 1967년 11월 4일, 보루시아 노인키르헨과의 10-0 경기였다.
  - 1965년 11월 9일, 보루시아 묀헨글라트바흐와 보루시아 도르트문트의 경기에서 최다 페널티킥 성공을 기록하였다. (5회)
- 1961년, 보루시아는 UEFA 컵 위너스컵을 출전한 최초 독일팀이 되었다. 하지만, 8강에서 레인저스 FC에 0-3과 0-8로 패하며 탈락하였다. 당시 8강은 컵 위너스컵 1라운드였다.
- 1971년 10월 20일, 보루시아 묀헨글라트바흐는 FC 인테르나치오날레 밀라노에게 7-1의 굴욕적인 패배를 안겼다.[6] 그러나, 한 관중이 인테르 공격수 로베르토 보닌세냐를 향하여 빈 코카콜라 캔을 던져 실신시키자 경기는 취소되었다.[7] 인테르는 UEFA에게 재경기를 요청하였고, 베를린의 올림픽 경기장에서 열린 재경기는 0-0으로 종료되었다.

## 수상 선수
다음은 수상 경력이 있으며, 보루시아 묀헨글라트바흐를 거친 선수들이다.
발롱도르
- 1977:  알란 시몬센
- 1986:  이고리 벨라노프

올해의 선수 - 독일
- 1971:  베르티 포크츠
- 1972:  귄터 네처
- 1973:  귄터 네처
- 1979:  베르티 포크츠
- 1987:  우베 란
- 1990:  로타어 마테우스
- 1999:  로타어 마테우스

올해의 선수 - 오스트레일리아
- 1996:  다미안 모리

올해의 선수 - 오스트리아
- 1987:  토니 폴스터
- 1997:  토니 폴스터

올해의 선수 - 벨기에
- 2001:  베슬러이 송크

올해의 선수 - 덴마크
- 1994:  토마스 헬베그

올해의 선수 - 스웨덴
- 1993:  마르틴 달린
- 1995:  파트리크 안데르손
- 2001:  파트리크 안데르손

올해의 선수 - 미국
- 1997:  케이시 켈러
- 1999:  케이시 켈러
- 2005:  케이시 켈러

분데스리가 득점왕
- 1974:  유프 하인케스 (30골, 게르트 뮐러 (FC 바이에른 뮌헨) 와 공동 득점왕)
- 1975:  유프 하인케스 (29골)
- 1987:  우베 란 (24골)
- 1995:  하이코 헤를리히 (20골, 마리오 바슬러 (SV 베르더 브레멘) 와 공동 득점왕)

올해의 골
- 1971:  울릭 르 파브르
- 1972:  귄터 네처
- 1973:  귄터 네처
- 1978:  라이너 본호프
- 1979:  하랄트 니켈
- 2005:  카스페르 뵈겔룬
- 2006:  올리버 뇌빌

이번시즌의 골
- 2012-13:  후안 아랑고